# Pugatjov
 For alternative betydninger, se Pugatjov (flertydig). (Se også artikler, som begynder med Pugatjov)
Pugatjov (russisk: Пугачёв) er en russisk by Saratov oblast i Rusland ved floden Bolsjoj Irgiz (en biflod til Volga) 246 km nordøst fra Saratov. Ved folketællingen i 2010 havde byen 41.707 indbyggere. Byen er administrativt centrum i Pugatjovskij distrikt, selv om byen ikke ligger i distriktet.

## Historie
Byen blev grundlagt i 1764 af gammeltroende, der var vendt hjem fra Polen. Byen fik bystatis i 1835 og fik navnet Nikolajevsk. I 1918 fik byen sit nuværende navn efter lederen af Pugatjovopstanden, kosakken Jemeljan Pugatjov.